# Цохоры
Цохоры, цохуры (монг. цоохор, бур. цоохор, калм. цоохр) — один из старинных монгольских родов. Носители родового имени цоохор широко представлены в составе монгольских народов и проживают в Монголии, Внутренней Монголии, Бурятии, Калмыкии и Синьцзяне. Цохоры входили в состав семи северных отоков Халхи, составивших первоначальное ядро современных халха-монголов.

## Этноним и происхождение рода
Неоднородный предмет, состоящий из разных составляющих (вещей), монголы обычно называют цоохор (пестрое, пятнистое). Так, созданный для обслуживания почтовой связи цинского наместника в Улясутае и функционировавший в XVIII—XX вв. улясутайский уртон Северной Монголии был укомплектован мобилизованными из всех четырех халхаских аймаков и назывался цоохор уртон. Такое название уртон получил вследствие того, что состав его служителей был неоднородным, т. е. там служили люди из разных халхаских аймаков. Другой пример: стадо, собранное из разных дворов, называют цоохор сүрэг, что в буквальном переводе означает пестрое стадо.
Цоохор, согласно А. Очиру, появились в разные времена и на разных землях, они сложились по разным причинам из представителей разных племен и родов. Они широко распространены среди монголов вследствие того, что эти группы людей появлялись как в Западной, так и в Восточной Монголии по отдельности. Название цоохор имеет один корень с монгольскими словами: цоог (алаг цоог) — редко, изредка, (местами); цоорхой — дыра (дырявый, отверстие) или прогалина, поляна, вырубка; цоохондой (животное) — степная кошка, пятнистая кошка, пестрогрудка; цоорог (цасны) — дыра снежная; цоолбор — углубление, выемка /(прорезанный орнамент — худ). Корень слова вначале был указанием на цвет или масть, а затем слово стало общим наименованием группы неоднородных людей и значительно расширило свое значение.

## История
В середине XVI в. 12 отоков халхаского тумена разделились на пять южных и семь северных. Северные отоки были во владении сына Даян-хана Гэрэсэндзэ. Пять южных отоков составляли жарууд, баарин, хонхирад, баяд и ужээд.
Семь северных отоков состояли из следующих родов: 1) джалаиры, олхонуты (унэгэд); 2) бэсуты, элжигины; 3) горлосы, хэрэгуд; 4) хурээ, хороо, цоохор; 5) хухуйд, хатагины; 6) тангуты, сартаулы; 7) урянхан. Этими семью отоками правили соответственно семь сыновей Гэрэсэндзэ: Ашихай, Нойантай, Нухунуху, Амин, Дарай, Далдан и Саму. Во владении Ашихая наряду с уделом Джалаир упоминается удел Ушин.
При разделении собственности между семью сыновьями Гэрэсэндзэ цоохор отошли к четвертому сыну Аминдуралу. В дальнейшем роды хурээ, хороо, цоохор образовали 20 хошунов Сэцэнхановского аймака. Имеются сведения о том, что в конце XIX в. в хошуне халхаского Дзасагту-хана была группа людей цоохор, в хошуне Сэцэн дзасака Сэцэнхановского аймака — малый оток цоохорг.
Роды и отоки цоохор широко распространены в местах расселения монгольских народов. По имеющимся сведениям, среди предков калмыков, откочевавших с Алтая на Волгу в начале XVII в., были роды цоохор. В ведении джунгарского хана находился оток цоохор с населением около 3000 семей.
С конца XVII в. в истории Калмыцкого ханства появляется такое административное подразделение, как Цохуровский улус. Цохуры (калм. цоохр), признавая свою принадлежность к субэтносу торгутов, называли себя «цоохр-торкуд» (букв. «пестрые торгуты»). Примерно в конце XVII — начале XVIII в. цохуровские калмыки разделились на 2 улуса (Икицохуровский и Багацохуровский).

## Расселение и родовой состав
В Монголии род цоохор был зарегистрирован в сомонах Тариат, Өндөр-Улаан, Ихтамир Архангайского аймака; сомоне Дэлгэр Гоби-Алтайского аймака; сомонах Даланжаргалан, Айраг, Иххэт, Алтанширээ Восточно-Гобийского аймака; в Говь-Сумбэр аймаке; сомонах Дашбалбар, Баян-Уул, Халхгол Восточного аймака; сомонах Гурвансайхан, Өндөршил Средне-Гобийского аймака; сомонах Сонгино, Түдэвтэй, Сантмаргац, Цэцэн-Уул, Алдархаан Завханского аймака; сомонах Бөхмөрөн, Ховд, Өмнөговь, Өлгий, Наранбулаг, Баруунтуруун Убсунурского аймака; сомоне Шинэ-Идэр Хубсугульского аймака; сомонах Өмнөдэлгэр, Баянмөнх, Дархан, Мөрөн, Хэрлэн, Баянхутаг Хэнтэйского аймака.
Цоохор известны не только в составе халха-монголов, но и входят в состав следующих народов Монголии: дэрбэтов (цоохормууд), баятов, хотогойтов, хамниган. Род цоохор также есть среди синьцзянских торгутов и хулунбуирских баргутов КНР. Среди этнических групп бурят цоохор известны в составе селенгинских бурят, в частности в составе сонголов.
Цоохор в составе калмыков. В составе калмыков-торгутов известны цохур-торгуты, разделяющиеся на ики-цоохор (ики-цохур) и бага-цоохор (бага-цохур).
В составе цохуровских улусов во второй половине XIX в. были отмечены следующие роды:
- Ики-цохуровский улус: зюнгар, шебинер, кетченер, ачинер, яргачин кетченер, кебюн ноет, сатхал, зекин косик, тохон косик, хошут, эркетень баргас, замут.
- Багацохуро-Муравьевский улус: барун, запсор, зюн, хур шебинер, тукчин, бакши тюрюл, тубанкин, истенкинер, бакшин шабинер, дархачут[20].

Более ранний состав бага-цохуров, описанный в XVIII в., включал следующие подразделения: ики-зюны и бага-зюны, ики-запсоры и бага-запсоры, ики-баруны и бага-баруны, зубак хонхоты, керети, берюсы (бересы), гурбаты, харнуты, батуты, шабаты, шобучинеры, ранжибай цоржиновы шабинеры, бурхановы шабинеры, цорджин шабинеры.
Иерархия уровней идентификации современных калмыков, в том числе цохур-торгутов, связана с этническим принципом. Однако в отдельных группах присутствует и этнотерриториальный принцип, сопряженный с этническим делением. Примеры многоуровневой идентификации калмыков описаны Э. П. Бакаевой. Среди представителей цохур-торгутов наблюдается такая же многоуровневая структура: калмык (хальмг) [1] — торгут [2] — цоохра [3] — ик цоохра [4] — далее: кётчнр шевнр [5] — эмчин шевнр [6] — хар жамбахн [7] или хар мангнахн [7]; либо: сатхал [5] — кюрюнгюд [6]; либо: багшин шевнр [6] — залхус [7].
Родовые фамилии. В современной Монголии носители родовой фамилии цоохор зарегистрированы на территории всех аймаков. Кроме собственно цоохор также известны боржгон цоохор, боржигин цоохор, боржигон цоохор, цоохор адуу, цоохор азарга, цоохор боржгин, цоохор боржигин, цоохор боржигон, цоохор далай, цоохор морь, цоохор морьт, цоохор морьтон, цоохор нуур, цоохормуд, цоохормууд, цоохорнууд, цоохорууд, цоохортон, цохор.